# دانشگاه برایتون

نماد دانشگاه برایتون انگلیس

دانشگاه برایتون دانشگاهی در شهر برایتون انگلستان است.

## دانشکده‌ها
- دانشکده پزشکی
- دانشکده علوم
- دانشکده آموزش
- دانشکده هنر

## سازماندهی و مدیریت
بین سال‌های ۲۰۱۴ و ۲۰۱۷ دانشگاه برایتون مدارس را در این سه حوزه آکادمی در خود داشته‌است:
- دانشکده هنر و علوم انسانی
- دانشکده بهداشت
- دانشکده علوم اجتماعی